# Amsarqışlaq
Amsarqışlaq là một ngôi làng và đô thị thuộc vùng Quba của Azerbaijan.